# Bej
Bej (pierwotnie beg; tur. bey) – tureckie słowo oznaczające wodza (np. janczarów, Tatarów krymskich).
Tytuł używany na terytorium państw tureckich, w tym Imperium Osmańskiego i Uzbekistanu oraz Persji i państwa mogolskiego, dodawany do imion przedstawicieli możnowładztwa, szczególnie w odniesieniu do osób pochodzenia turkijskiego. Niekiedy skracany był do formy Be.
Dawniej tytułowano w ten sposób wyższych urzędników państwowych w Turcji oraz władców Tunezji, kiedy pozostawała ona pod tureckim wpływem. Bej był też tytułem używanym przez władców licznych ord na Kaukazie. Obecnie bey w języku tureckim jest formą grzecznościową.
Żeńskim odpowiednikiem tytułu na terenie Indii była begam (begum).